# نوم

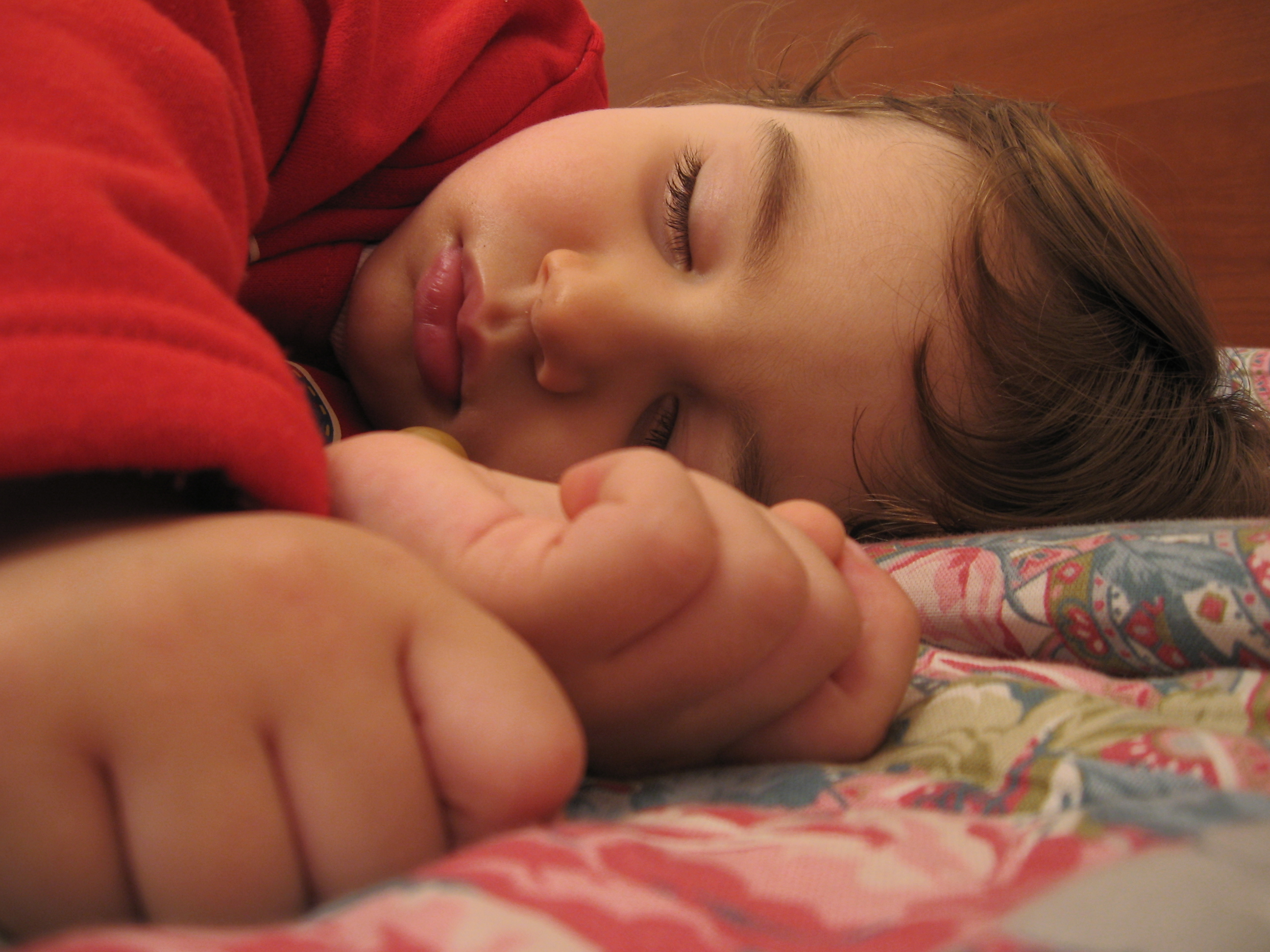
طفلة نائمة

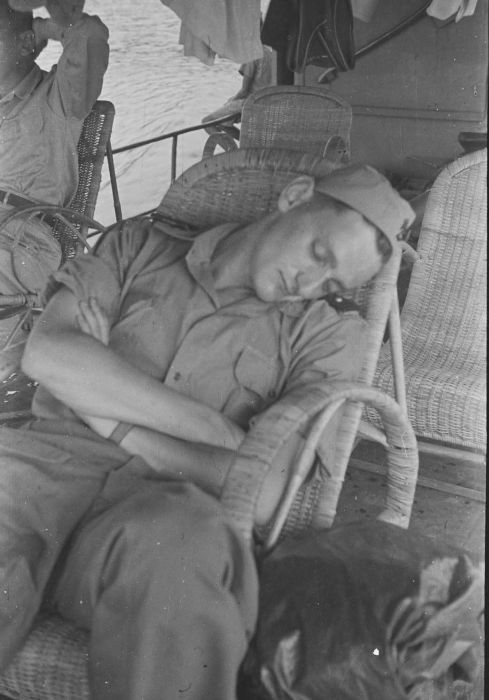
جندي نائم

النَّوم هو حالة طبيعية من الاسترخاء العضلي عند الكائنات الحية، وانخفاض الاستجابة للمحفزات الخارجية، تقل خلاله الحركات الإرادية والشعور بما يحدث في المحيط. ولا يمكن اعتبار النوم فقدانًا للوعي، بل تغيرًا لحالة الوعي. حسب علماء الأعصاب توجد ثلاثة حالات للوعي وهي اليقظة والنوم البطيئ والنوم السريع. يلعب النوم دورًا رئيسًا في صحة الفرد وهو بنفس أهمية الأكل والشرب والتنفس ويلعب دورا أساسيا في إعادة تنظيم نشاط الدماغ والمهام الحيوية.
هناك نوعان من النوم يحدثان عمومًا في ثلاث إلى خمس دورات في الليلة: النوم بطيئ الموجة، ويسمى أيضا نوم حركة العين غير السريعة (NREM)، ويقع في أربع مراحل، والنوم سريع الموجة ويسمى أيضا نوم حركة العين السريعة (REM) أو النوم المنتاقض لأن الدماغ يكون نشيطا بينما عضلات الجسم تكون في ارتخاء كامل. تحدث معظم الأحلام خلال هده الفترة من النوم.
وبرغم أن الإنسان يقضي حوالي ثلث حياته نائماً، إلا أن أكثرية الناس لا يعرفون الكثير عن النوم. هناك اعتقاد سائد بأن النوم عبارة عن خمول في وظائف الجسم الجسدية والعقلية يحتاجه الإنسان لتجديد نشاطه. إلا أن التجارب العلمية أثبتت خلاف ذلك. يحدث خلال النوم العديد من الأنشطة المعقدة على مستوى المخ والجسم بصفة عامة، بل إن بعض الوظائف تكون أنشط خلال النوم مثل فرز هرمون النوم. وحسب الباحث الفرنسي ميشيل جوفي (Michel Jouvet) فإن النوم هو وقت لتعزيز البرمجة الجينية للسلوك البشري أثناء النوم.
ومن المحتمل أن يحدث النوم في جميع الفقاريات، بما في ذلك الطيور والأسماك والزواحف، كما يتم ملاحظة حالات النوم عند اللافقاريات مثل الحشرات والرخويات.

## تاريخ دراسة النوم
على مر العصور، حظي النوم باهتمام كبير من الشعراء والروائيين والعلماء وكان أرسطو و²وفيد وابن سينا وشكسبير ودانتي مفتونين بالنوم وتأثيره على عواطفنا وسلوكنا وصحتنا.
لم تتطور معرفتنا حول النوم عبر العصور فحسب، بل شهدت بيئة النوم أيضًا تغيرًا، وذلك من غرف نوم مشتركة تحتوي على أسرة من الأغصان أو القش أو الجلود، تغيرت غرفة النوم في القرن الحادي والعشرين إلى مكان خاص به معدات إلكترونية، بما في ذلك تلفزيون يتم التحكم فيه عن بعد، ومشغلات أقراص DVD، وإمكانية الوصول إلى الإنترنت، وحتى معدات التمارين الرياضية، كما و زاد حجم غرف النوم على مر السنين.
في عصور ما قبل التاريخ ربما حاول البشر علاج اضطرابات النوم، وربما كان العلاج يشبه العلاج الذي تستخدمه الحيوانات المريضة، مثل إزالة العوامل المعدية، وتناول النباتات المختلفة للحث على التقيؤ، وربما حتى إزالة الدم الذي كان وسيلة علاجية متداولة لعلاج الأمراض، بما في ذلك اضطرابات النوم، في الحضارات القديمة، تعتبر المجتمعات البدائية، أن العديد من الأمراض سببها الآلهة والسحر والأرواح، وبالتالي فإن أشكال العرافة المختلفة مثل التعاويذ، والأوثان، والترديد أو استخدام التعابير تستعمل لأسباب علاجية للأمراض بما في ذلك اضطرابات النوم.

## ما هو النوم ؟

### التعريف السلوكي للنوم
إن التعريف السلوكي للنوم يجب أن يعكس المعايير الأربعة الرئيسية التي تميز النوم وهي:
1. قلة الحركة: تنعدم الحركات الكبيرة مثل المشي والكلام والكتابة عادة تمنع حكم النوم، ولا تحدث خلاله بشكل غير مرضي.
2. خصوصية وضعية النوم: عادة يستلقي الإنسان على السرير عندما ينام (مع استثناءات)، فالإنسان وهو يقف على يديه لا يمكن أن يكون نائماً.
3. ردود منخفضة على المؤثرات: الإنسان لا يستجيب على الأصوات المنخفضة الحدة وهو نائم.
4. دورية النوم: النائم يستيقظ من النوم كل صباح ويعود إليه كل ليلة (بخلاف الغيبوبة)

تُعد هذه معايير سلوكية لتعريف النوم، إلا أن العلم يعرف النوم من خلال بعض المقاييس الفسيولوجية المرتبطة بصورة وثيقة بعملية النوم. تستمد هذه المقاييس قيمتها من ارتباطاتها السلوكية بالنوم، إذ تقدم معلومات عن أنواع ومراحل النوم التي لا يمكن ملاحظتها من خلال المظاهر السلوكية للنائم. عندما يكون الإنسان مستيقظًا، يظهر المخ نشاطًا كهربائيًا معينًا، ومع بداية النوم يبدأ هذا النشاط بالتغير، مما يتيح دراسة النوم تحديد ذلك بدقة.
يمر النائم خلال نومه بعدة مراحل، تبدأ بالمرحلتين الأولى والثانية، حيث يكون النوم خفيفًا ويبدأ عند بداية النوم. ثم تأتي المرحلتان الثالثة والرابعة، المعروفان بالنوم العميق. بعد حوالي 90 دقيقة، تبدأ مرحلة الأحلام، المعروفة بمرحلة حركة العينين السريعة (REM)، حيث تحدث الأحلام خلالها. المرور بجميع هذه المراحل يُعرف بدورة نوم كاملة. في نوم الإنسان الطبيعي (6-8 ساعات)، يمر الشخص بحوالي 4 إلى 5 دورات نوم كاملة.

### دراسة النوم لدى الإنسان
قبل منتصف القرن العشرين، كانت دراسة النوم تتم من خلال مقارية علم النفس أو المقاربة الطبية. لكن منذ اكتشاف إمكانية تسجيل الموجات الدماغية من طرف الطبيب الألماني هانس بيرجي (Hans Berger)، أصبحت دراسة النوم ووظائفه ترتكز على علم الأعصاب. من الناحية النفسية المحضة، يصعب دراسة النوم من خلال مراقبة تصرفات النائم. وأحد أسباب ذلك هو أن اختبار عتبة الاستجابة سوف يعطل حالة النوم التي يتم دراستها وينقل الفرد إلى حالة الاستيقاظ. كما أن مراقبة السلوك وتسجيل الملاحظات بصورة مستمرة طوال فترة النوم هي عملية مرهقة وتستغرق وقتاً طويلاً. لذلك ازدهرت دراسة النوم بفضل التطور التكنولوجي وانتشار الأبحاث في مجال العلوم العصبية واستعمال ألات تسجيل ومعالجة التخطيط الكهربائي للدماغ وبحركات العين. عادة ما يتم استعمال ثلاث مقاييس لتعريف النوم الفيسيولوجي ومراحل النوم الفسيولوجية المختلفة. وهذه هي:

### تخطيط كهربية الدماغ
بالإنجليزية Electroencephalogram، ويختصر بـ "EEG" والمعروف باسم موجات الدماغ. 

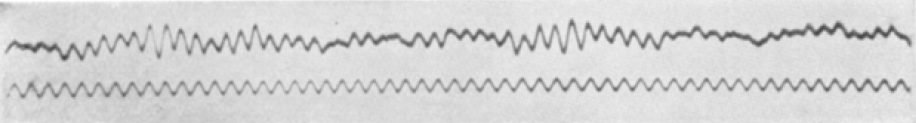
تسجيل قديم لكهربية الدماغ الذي أنجزه الطبيب الألماني هانس بيرجي 1929

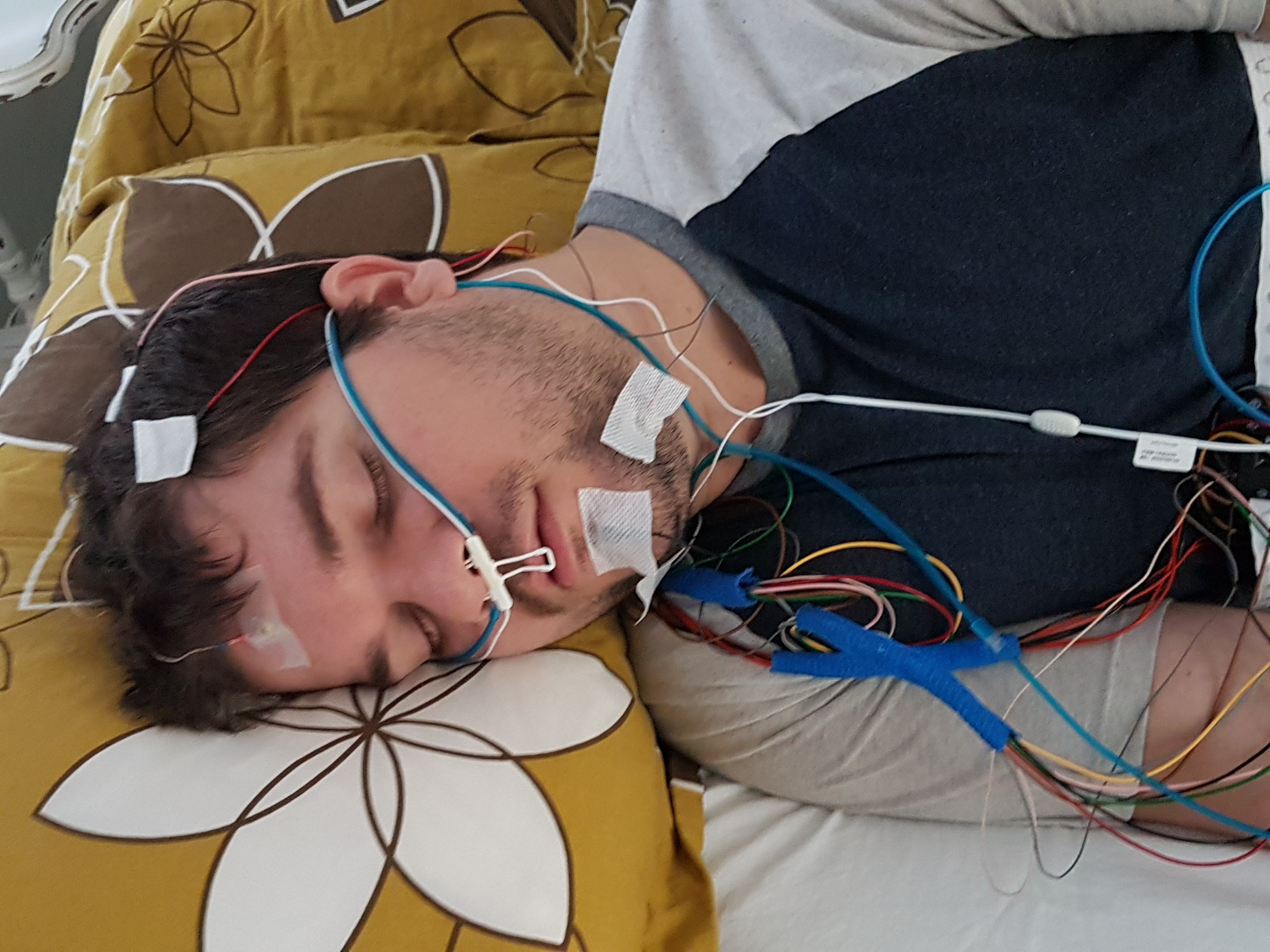
تسجيل تخطيط نومي عند فرد نائم على جانبه

اكتشف الطبيب النفسي السويسري هانس برجر تخطيط كهربية الدماغ في عام 1929، حيث اكتشف حدوث تغييرات طفيفة في الجهد الكهربائي بين قطع معدنية صغيرة (أقطاب "إلكترودات" ) عند وصلها بفروة الرأس. لقياس هذه التغيرات الجهدية، قام بتضخيم مقدار هذه التغيرات لدراسة ترددها (بالهيرتز)، ومقدارها (جزء من مليون من الفولت). على الرغم إن الأسس الفسيولوجية للاختلافات في الجهد الكهربائي لم تُفهم من بصورة علمية كاملة، حتى الآن، يُعتقد أنها تنبع أ أساساً من تغيرات في التيار الكهربائي في أغشية الخلايا العصبية.

### تخطيط كهربية عضلات العين
(بالإنجليزية: Electrooculogram) ويختصر بـ "EOG"، هو مقياس لحركات العين.. تكون شبكية العين سلبية مقارنة بالقرنية. عند وضع الأقطاب الكهربائية على الجلد بالقرب من العين، يتم تسجيل تغيرات الجهد الكهربائي داخل العين عند دورانها أو تحركها.

### تخطيط كهربية العضلات
(بالإنجليزية: Electromyogram) ويختصر بـ "EMG"، هو تسجيل للنشاط الكهربائي الناتج عن نشاط العضلات. يتم تسجيله من خلال وضع الأقطاب على سطح الجلد المقابل للعضلة. عند الإنسان، توضع الأقطاب عادةً أسفل الذقن، حيث تظهر العضلات في هذه المنطقة تغيرات كبيرة جداً مرتبطة بمراحل النوم المختلفة.

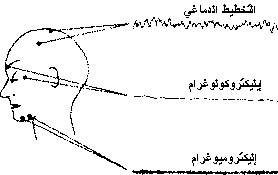
مقاييس النوم

عادةً ما يتم تسجيل قراءات EEG (تخطيط كهربية الدماغ)، EOG (تخطيط كهربية عضلات العين)، و EMG (تخطيط كهربية العضلات) على شكل رسم بياني على نفس الشريط الورقي الطويل، مما يتيح تحديد العلاقة بينها فورًا. بالإضافة إلى هذه التسجيلات الثلاثة، يتم أيضًا تسجيل معدل التنفس ونبض القلب لتحديد مراحل النوم واليقظة لدى الإنسان.
يمر النائم بدورات متباينة من مراحل النوم كل 90 إلى 120 دقيقة أثناء الليل. تتضمن كل دورة ثلاث مراحل من النوم ذو حركة العين غير السريعة (NREM) ومرحلة واحدة من النوم ذو حركة العين السريعة (REM). ومن الجدير بالذكر أن فترة الأحلام تستغرق عدة دقائق فقط من كل 90 دقيقة، لتبدأ بعدها دورة جديدة. كما يتم تسجيل لحظات منتظمة من اليقظة خلال الليل، وغالبًا ما لا يتذكر الشخص هذه اللحظات عند الاستيقاظ.

### اليقظة
يتأرجح التخطيط الدماغي بين نمطين أساسيين خلال اليقظة. الأول بقيمة جهد كهربائي منخفضة (حوالي 10 - 30 ميكروفولت) وسريعة نشطة (16-25 هرتز)، وكثيرًا ما تسمى بنمط التفعيل أو النمط غير المتزامن. والنمط الآخر هو نمط بتردد بين (8-12 هرتز) (معظم البشر ضمن نطاق 8 هرتز، أما 12 هرتز فهو بين طلاب الجامعات) بجهد كهربائي يصل إلى (20-40 ميكروفولت) هو ما يسمى بالنمط ألفا. وعادة يسيطر النمط ألفا عندما يكون الشخص مرتاح وأعينه مغلقة. نمط التفعيل عندما يكون الشخص منتبهاً وعينيه مفتوحة، وهو يقوم بمسح بصري لمحيطه. تتوقف القراءة على مقدار المسح البصري وقيمة EMG، وقد تكون مرتفعة أو معتدلة، وهذا يتوقف على درجة توتر العضلات.

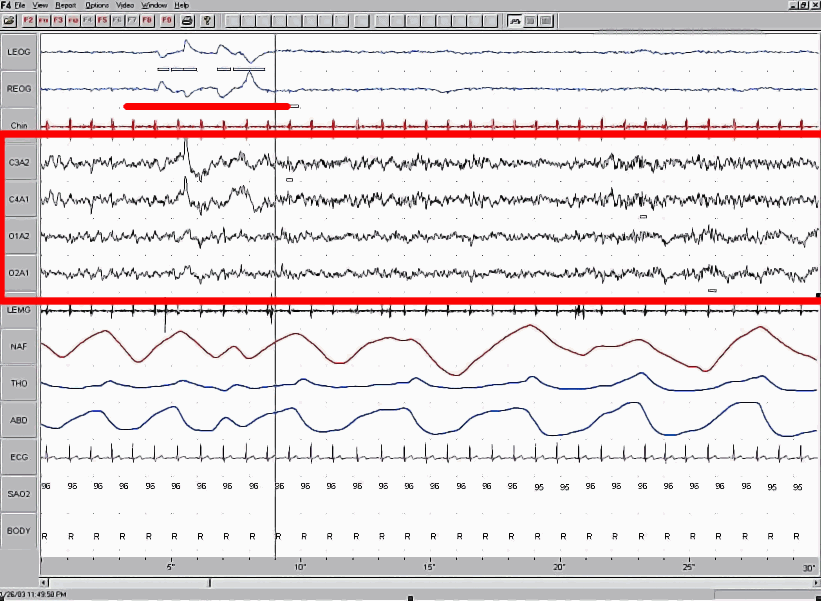
تخطيط كهربية الدماغ وحركات العين والنتفس والنشاط العضلي أثناء النوم

### نوم حركة العين غير السريعة
ينقسم نوم حركة العين غير السريعة إلى أربعة مراحل
- - المرحلة 1. ينخفض نمط ألفا، ونمط التفعيل نادر، بينما يقرأن التخطيط الدماغي جهد منخفض وبوتيرة النشاط مختلطة، في مدى (3-7 هرتز)، وتظهر حركات بطيئة للعين. وتكون قيمة EMG من متوسطة إلى منخفضة.
- -المرحلة 2. على خلاف خلفية مستمرة ذات الجهد الكهربائي المنخفض، تظهر في التخطيط الدماغي ومضات نشاط مميز ضمن النطاق (12-14 هرتز) يطلق عليها اسم مغزل النوم. حركات العين نادرة، وقيمة EMG منخفضة إلى متوسطة.
- -المرحلة 3. تظهر موجة ذات مقدار عال بقيمة أعلى من (75 مللي فولت) يسمى موجات دلتا ضمن قراءة EEG، بينما تبقى قراءات EOG و EMG كما كانت بدون تغير.
- -المرحلة 4. تبدأ موجة دلتا بالتزايد حتى تصبح هي الموجة الرئيسية والضخمة على مقياس EEG.

استناداً على دراسات أجريت على الموجات الدماغية أثناء النوم تم تقسيم النوم إلى خمسة أقسام وهي:
- حركة العين غير السريعة 1 وهي مرحلة التثائب والنوم الأولى والانتقال إلى المرحلة الثانية من النوم.

حركة العين غير السريعة 2 وفيه يقل مستوى الوعي للأحداث الخارجية وتشكل هذه المرحلة 45% - 55% من وقت النوم الإجمالي.
حركة العين غير السريعة 3 وتشكل حوالي 5% فقط من الفترة الإجمالية للنوم.
- حركة العين غير السريعة 4 وتشكل 15% من الفترة الإجمالية للنوم وتعتبر فترة النوم العميق الذي يصعب الاستيقاظ منه

### نوم حركة العين السريعة
نالت اهتماما كبيرا لدى الباحثين لأنها حالة سلوكية، وحالة دماغية، وحالة حلم، وحالة متناقضة. 

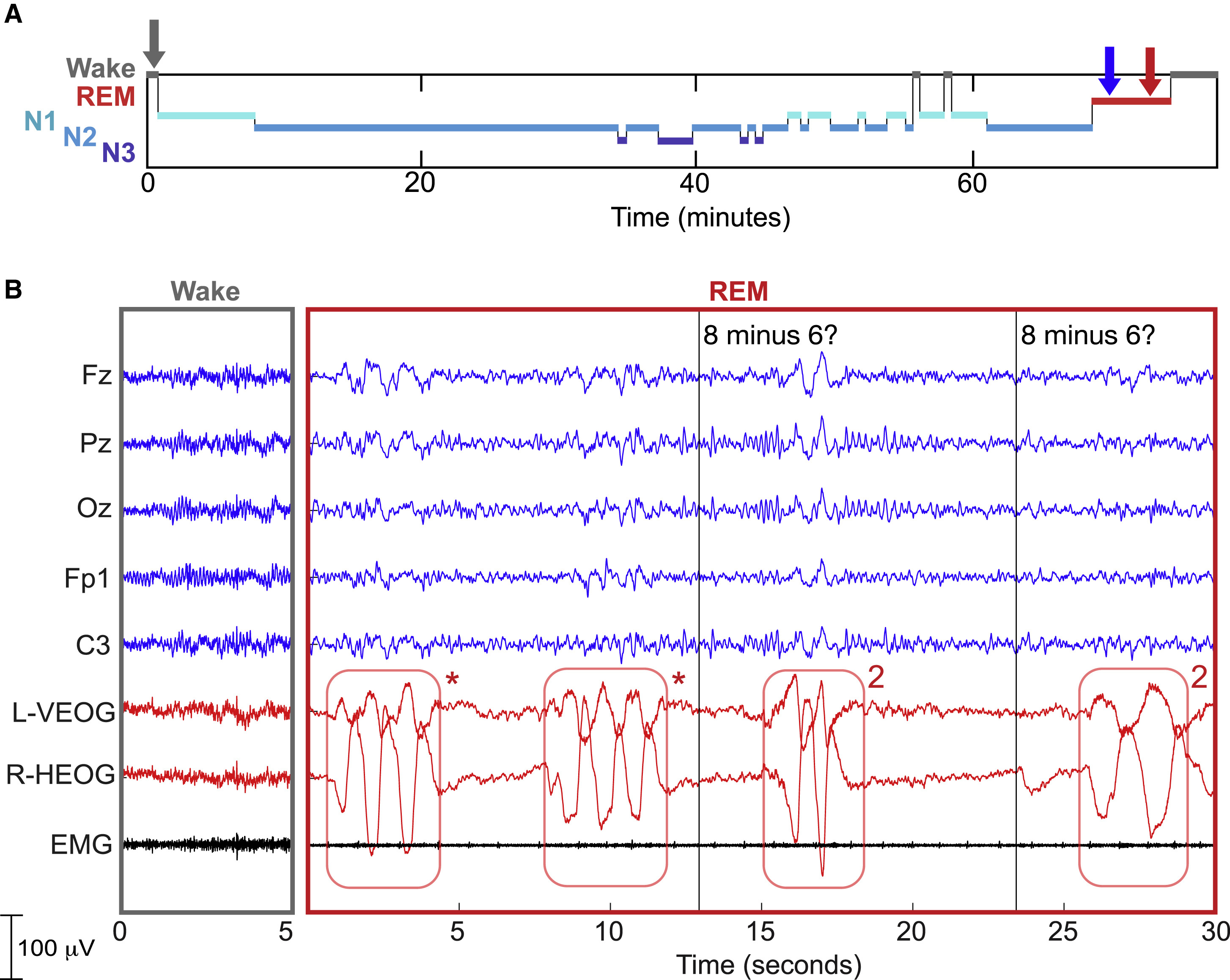
تسجيل حركات العين السريعة أثناء مرحلة من مراحل النوم

يسجل خلالها تخطيط دماغي نشيط، شلل في العضلات، وحركات العين السريعة. سر اجتماع هذه التخطيطات المتناقضة في حالة واحدة لازال موضوع بحث.
نوم حركة العين السريعة يتحدى التصنيف السهل. ويواجه الأطباء هذا الواقع في عيادة النوم، حيث توضح الظواهر المرضية مثل المشي أثناء النوم و"تمثيل الأحلام" كيف يمكن للحدود بين حالات النوم والاستيقاظ أن تصبح واهية
نوم حركة العين السريعة وهي المرحلة التي يرى فيها النائم الأحلام وتشكل هذه الفترة الثلث الأخير من دورة النوم.

### النظام الزمني للنوم
تقوم الساعة البيولوجية بتنظيم توقيت ومدة النوم، وإيقاع النوم واليقظة. وتكون ذروة ضغط النوم عند البالغين بين الساعة الثانية والرابعة صباحًا، وعي المرحلة التي تكون اليقظة في أدنى مستوياتها، كما هو الحال أيضا خلال المرحلة من الساعة الواحدة إلى الثالثة ظهرًا، مع مراعاة الفوارق بين الأشخاص وما إذا كان الشخص ليليًّا أو صباحيًّا، وتزداد شدة النعاس في هذه الفترات إذا لم يحصل الشخص على قسط كافٍ من الراحة وتقل إذا نام جيدًا في الليل. يتم تنظيم توقيت ومراحل النوم في مناطق محددة من الدماغ وبتأثير من هرمونات تنشأ في منطقة الوطاء من الدماغ مثل هرمون الميلاتونين التي تقوم بتكوين تنظيم خاص لوقت النوم اعتماداً على كمية الأضاءة في محيط الشخص. النظام الزمني للنوم يختلف من شخص لأخر وهذا الاختلاف مرتبط بعوامل داخلية جينية كما أن عوامل اجتماعية تؤثر على هذا النظام مثل توقيت العمل وخصوصا العمل الليلي أو السفر شرقا أو غربا.

زيادة على دورة النوم واليقظة كل 24 ساعة، فمن أهم سمات النوم هي حدوثه في دورات، يتناوب نوم حركة العين السريعة والنوم غير السريع لحركة العين بشكل منتطم طوال مدة النوم في دورات أقصر من 24 ساعة وهي دورات تتراوح مدتها بين 90-110 دقيقة. دورات النوم القصيرة هاته تصاحبها دورات فسيولوجية أخرى مثل النشاط الكهربائي القشري، والنشاط التنفسي والقلب والأوعية الدموية، وانتصاب القضيب، وإفراز الهرمونات، وكذلك حركات الجسم. أطلق بعض رواد أبحاث النوم على دورات النوم فوق اليومية (أي الدورات التي تكون فتراتها أقل من 24 ساعة).

منطقة الدماغ البصلية حيث يبدأ إنتاج النوم

### النوم عند الحيوانات
توجد أبحاث كثيرة في هذا الموضوع والتي توصلت إلى خلاصة وهي أن النوم هو سمة عامة عند الثدييات الأرضية و أيضًَا الفقريات بما في ذلك نوم حركة العين السريعة، وأن العديد من السمات التي تحدد النوم في الثدييات موجودة أيضًا في الطيور، والزواحف بل يمكن الحديث عن النوم عند اللافقريات كالحشرات مثلا
بعض الحيوانات لها القدرة على النوم نصف الدماغي الاحادي بطئ الموجة هو القدرة على النوم مع نصف واحد من الدماغ بينما يبقى النصف الآخر في حالة يقظة. ويظهر ذلك عند تسجيل تخطيط امواج الدماغ (EEG)، تكون خصائص النوم بطئ الموجة في أحد نصفي الدماغ بينما تكون في النصف الثاني سريعة الموجة كما في حالة اليقظة. توجد هذه الظاهرة في عدد من الطيور الأرضية والمائية.

## ميكانيزمات إنتاج النوم

### الفيزيولوجيا
هناك عدة مقارنات لدراسة ميكانيزمات النوم ومن أهمها تسجيل عدد كبير من جميع أنواع الخلايا العصبية، وتحديد الخلايا العصبية المسؤولة عن الاستيقاظ وتلك المسؤولة عن النوم وتحديد نشاطها العصبي أثناء دورة النوم والاستيقاظ، هذه المقارنة تساعد على تحديد العناصر العصبية الرئيسية التي تتحكم في ديناميات النوم واليقظة، وتوضيح أدوار الخلايا العصبية في الدماغ الأمامي وجذع الدماغ في دورة النوم واليقظة. من المحتمل أن يكون سبب توليد نوم حركة العين السريعة، على الأقل جزئيًا، هو تثبيط الخلايا الكولينية على مستوى الجسر (منطقة في الدماغ)، وهي العناصر التنفيذية لهذه المرحلة من النوم
قبل ثلاثة عقود طور باحث سويسري اسمه أليسكنر بوربلي كان نموذج ثنائي العمليات لتنظيم النوم ومثل هذا النموذج إطارا مفاهيميا رئيسيا في عدة أبحاث حول النوم. يفترض هذا النموذج أن النوم نتيجة لتفاعل نظامين. النظام الأول ويسمى (العملية S) وله علاقة بضغط النوم الناتج عن اليقظة السابقة ويعني ذلك أنه كلما كان هناك حرمان من النوم كلما كان هناك تنشيط أقوى لمراكز إنتاج النوم مما يحقق التوازن (استتباب), والنظام الثاني يسمى (العملية C) تتحكم فيه الساعة البيولوجية أو جهاز تنظيم التوقيت اليومي (العملية C), ويعني ذلك أن قدرتنا على النوم خلال ساعات النهار أقل من قدرتنا على النوم خلال ساعات الليل.

### الوراثة
تلعب الوراثة دورا قويا في تنظيم النوم, التطورات الحديثة في علم وراثة النوم ألقت الضوء على التأثيرات الجينية المحددة على نوم حركة العين السريعة مقابل نوم حركة العين غير السريعة، وتؤثر الجينات على جوانب مختلفة من النوم بما في ذلك مدة النوم، وتوحيد النوم، ونوم التعافي، والتوقيت اليومي للنوم، مما يدل على أن الدراسات الجينية يمكن أن تكون قوية في فهم كيفية تنظيم الجسم للنوم.
يمكن الان الحديث عن الجينات الرئيسية للنوم مثل Homer1، Acot11، لكن هناك عدد الهائل من الجينات التي يمكن الحصول عليها من البيانات التي تم تجميعها واستنتاج السببية في مجال النوم مستمر. كما أن المعلومات الواردة في الحمض النووي وحده غير كافي لتفسير التباين المظهري. ولابد من اعتبار العناصر التنظيمية غير المشفرة والموجزدة في نواة الخلية، على سبيل المثال، المعززات، و الكابحات enhancers, silencers, and promotors
تعمل المعززات كمفتاح "تشغيل" في التعبير الجيني وتقوم بتنشيط منطقة معينة لجين معين بينما تعمل الكابحات كمفتاح "إيقاف التشغيل".

## الغاية من النوم
وظائف النوم لا تزال غير واضحة. لكن العلماء مقتنعون بأن للنوم وظيفة حيوية أساسية، وأن لم إذا لم يكن كذيك فهو الخطأ الأكبر الذي ارتكبته الصيرورة التطورية على الإطلاق. تشير معظم النظريات إلى دور النوم في الحفاظ على الجهاز العصبي والتنشيط الدوري للدماغ أثناء مرحلة النوم ذي حركة العين السريعة، وفي تعزيز الذاكرة وتنظيم الجانب النفسي في الحفاظ على الطاقة وعلى مرونة الدماغ. وقد يكون النوم وقتًا فعالًا لإنجاز عدد من هاته الوظائف. وتذهب آخر الدراسات إلى أن النوم مهم للدماغ أكثر منه للجسد. وفي هذا الصدد قال الباحث في علوم الأعصاب ألان هوبسون "النوم يأتي من الدماغ وغايته هي الدماغ"

تطرق ابن سينا لغاية وطبيعة النوم في كتابه القانون في الطب الذي صدر في سنة 1020 م وقال :
" النوم شديد الشبه بالسكون، واليقظة شديدة الشبه بالحركة، لكن لهما بعد ذلك خواص يجب أن نعتبر فنقول: إن النوم يقوي القوى الطبيعية كلها بحقن الحرارة الغريزية ويرخي القوى النفسانية بترطيبه مسالك الروح النفساني وإرخائه إياها وتكديرها جوهر الروح ويمنع ما يتحلل، ولكنه يزيل أصناف الإعياء ويحبس المستفرغات المفرطة لأن الحركة تزيد المستعدات للسيلان إسالة، إلا ما كان من المواد في ناحية الجلد فربما أعان للنوم على دفعه لحصره الحرارة داخلًا، وتوزيعه الغذاء في البدن واندفاع ما قرب من الجلد بضن ما بعد، ولكن اليقظة في هذا أبلغ، على أن النوم أكثر تعريفاً من اليقظة وذلك لأن تعريفه على سبيل الاستيلاء على المادة لا على سبيل التحليل الرقيق المتّصل". 

### تعزيز الذاكرة

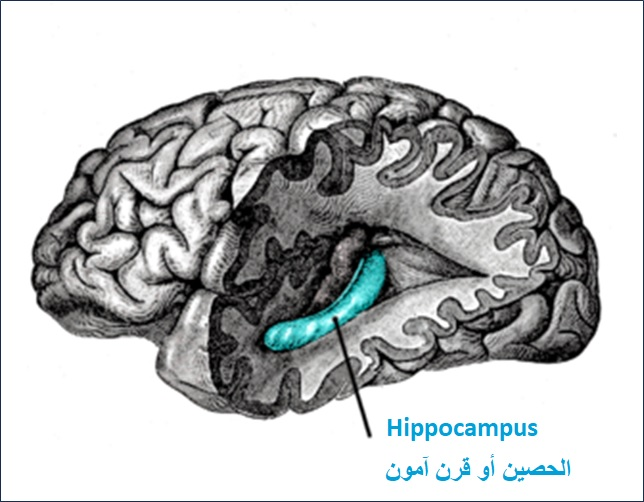
الحصين أو قرن آمون لتخزين الذاكرة بالدماغ

إن العلاقة بين النوم والذاكرة معقدة بشكل كبير. أولا، النوم ليس متجانسا وينقسم إلى مراحل ومراحل فرعية تتميز بإيقاعات وأنماط مختلفة. ثانيًا، هناك العديد من أنواع الذكريات المختلفة (الذكريات العرضية والدلالية، والذاكرة الإجرائية/المهارات، والتكييف البافلوفي، وما إلى ذلك) التي تعتمد على شبكات مختلفة من الدماغ. وبالتالي، يشمل تكوين الذاكرة العرضية التشفير الأولي للمعلومات، والتعديلات، والدمج مع الذكريات الأخرى، ويعتبر النسيان جزء من هاته العمليات.
يوفر النوم فرصة للدماغ لفرز وتعزيز الذكريات المشفرة الحديثًة في غياب السيل المستمر من المعلومات الخارجية التي تشوش دمج الذاكرة. وتؤدي هذه العملية، التي تسمى "الدمج"، إلى توليد "آثار الذاكرة" أو "engrams" طويلة الأمد، والتي يمكن تنشيطها أثناء اليقظة. تتم معالجة الذاكرة بميكانيزم داخليً يمر عبر تنشيط الشبكات العصبية للدماغ أثناء النوم. ويعتبر الباحثون أن تخزين التجربة الكلية تتم بالحُصين (قرن أمون)، ويتم تحليل التفاصيل الفردية كل تجربة وتخزينها في قشرة الفص الجبهي. ويلعب هذا الأخير دورا مهما في استرجاع الذاكرة لأن التعرض لأي إشارة فردية كافية لتنشيط قشرة الفص الجبهي، والتي تصل بعد ذلك إلى الحُصين لاستعادة الذاكرة بأكملها

### تعزيز البرمجة الجينية للجهاز العصبي المركزي
أو محو الشبكة الجينية الخاصة بفترات الاستيقاظ السابقة و/أو اللاحقة.
عند الثدييات تتوقف عملية تجدد الخلايا العصبية، ويمكن لمرحلة النوم المتناقض أن تكون مرحلة لتعزيز البرمجة الجينية أثناء النوم. ويتم هذا الأمر بالاعتماد على العوامل الوراثية تعمل هذه البرمجة على تنشيط كل الدماغ بما في ذلك النظام الحركي الهرمي بينما يتم كبح حركات الجسد بواسطة النظام الذي يتحكم في العضلات

### الحفاظ على التوازن الأيضي
النوم له وظيفة حاسمة في ضمان التوازن الأيضي فهو يؤدي إلى زيادة مذهلة في التبادل الحراري بين السائل دماغي شوكي والسائل الخلالي. مما يزيد معدل تصفية بيتا أميلويد أثناء النوم. وبالتالي، فإن الوظيفة الإصلاحية للنوم قد تكون نتيجة لزيادة إزالة النفايات السامة المحتملة للأعصاب والتي تتراكم في الجهاز العصبي المركزي أثناء اليقظة. إن الدماغ النائم يزيل المنتجات النهائية الأيضية بمعدل أسرع مما هو عليه أثناء حالة اليقظة. كما يتم إفراز الهرمونات البنائية، مثل هرمونات النمو، بشكل تفضيلي أثناء النوم. كما يزداد تركيز الجليكوجين في الدماغ أثناء النوم. ويُعتقد أن الحرمان من النوم يسبب خللًا في التوازن الهرموني والتمثيل الغذائي من خلال ميكانيزكات ترتبط بالتحفيز المفرط على مستوى الجهاز العصبي الذاتي الذي ينظم الاستجابات اللاإرادية المنظمة للوظائف الفيزيولوجية. مجرد 4 ساعات من النوم في الأفراد الأصحاء يضعف تنظيم نسبة السكر في الدم لدرجة يمكن أن تصنف الحالة على أنها مرحلة ما قبل السكري.
يعتقد أن دور النوم في التوازن الأيضي ينم بالخصوص أثناء نوم الموجة البطيئة، ويحدث ذلك غالبًا حيث تنخفض درجة حرارة الجسم ومعدل ضربات القلب واستهلاك الأكسجين في الدماغ.

### الحفاظ على مرونة الدماغ
النوم ضروري لإعادة التنظيم العصبي ونمو بنية الدماغ. من بين الأدلة هي أن مدة النوم عند الرضع تزيد عن 14 ساعة يوميًا مما يؤكد دور النوم في تطور الدماغ. في تجربة على الفئران أحدث حرمانها من النوم ضعفًا إدراكيًا وضعفًا في اللدونة التشابكية، وانخفاضا في سمك الكثافة بعد المشبكي 

## الحلم
تسائل الباحثون هل الحيوانات تمر من حالة نوم مماثلة للحلم، لإن التطورات الحديثة في فهمنا للارتباطات التشريحية والفسيولوجية لمراحل النوم، وبالتالي الحلم، تسمح بفهم أفضل لإمكانية التفكر في الحلم في الثدييات غير البشرية. وتوصل الباحثون إلى أن جميع الثدييات لديها أمكانية المرور بتجربة الحلم, إذا اعتبرنا أن جميع التمثلات العقلية أثناء النوم، تمثل أحلامًا. وفى مقال نشر في 2020 قال الباحثان بول مانجر من كلية العلوم التشريحية، بجامعة جوهانسبرغ، وجيروم سيجل من معهد أبحاث الدماغ، من لوس أنجلوس، بكاليفورنيا
"لا يمكننا أبدًا أن نعرف على وجه اليقين ما يفكر فيه الآخرون، ولكن بفضل تجربة الأحلام والسلوك خلال النوم وعلم وظائف الأعضاء المماثلة، يمكننا أن نستنتج أن كل البشر يحلمون ولديهم أحلام مماثلة. وبالمثل، لا يمكننا أن نعرف ما إذا كانت الأنواع الأخرى من الثدييات لديها نفس التجارب العقلية التي يتمتع بها البشر، ولكن انظلاقا من معرفتنا بتداخل وظائف أعضاءها وسلوكها مع سلوكياتنا، يمكننا أن نستنتج بعض أوجه التشابه في الدماغ. وبهذا المعنى يمكننا معالجة مسألة ما إذا كانت الحيوانات قد تحلم، ربما لديها بعض الجوانب التي توازي تجربة الحلم البشري."

## مدة النوم التي نحتاجها
يتفاوت عدد ساعات النوم التي يحتاجها الإنسان الطبيعي تفاوتاً كبيراً من شخص إلى آخر. ولكن المؤكد أن عدد الساعات التي يحتاجها نفس الشخص تكون ثابتة فبالرغم من أن الإنسان قد ينام في إحدى الليالي أكثر من ليلة أخرى، إلا أن عدد الساعات التي ينامها الشخص خلال أسبوع أو شهر تكون عادة ثابتة في مرحلة عمرية محددة. يعتقد كثير من الناس أن عدد ساعات النوم اللازمة يومياً هو ثمان ساعات. وهذا الرقم هو متوسط عدد الساعات لدى أغلب الناس، ولكنه لا يعني بالضرورة أن كل إنسان يحتاج ذلك العدد من الساعات. فنوم الإنسان، يتراوح بين أقل من ثلاث ساعات لدى البعض إلى أكثر من 10 ساعات لدى البعض الآخر.
وفي دراسة للمركز الوطني للإحصاءات الصحية بالولايات المتحدة الأمريكية، وجد أن اثنين من كل عشرة أشخاص ينامون أقل من 6 ساعات في الليلة، وواحد من كل عشرة ينام 9 ساعات أو أكثر في الليلة. ويدعى الأشخاص الذين ينامون أقل من 6 ساعات بأصحاب النوم القصير، والذين ينامون أكثر من 9 ساعات بأصحاب النوم الطويل، ولكنهم طبيعيون. فنابليون وأديسون كانا من أصحاب النوم القصير. في حين أن العالم آينشتاين كان من أصحاب النوم الطويل. بمعنى أن عدد ساعات النوم التي يحتاجها الإنسان إذا كان طبيعياً ولا يعاني من أحد أمراض النوم لا تؤثر على إنتاجيته وإبداعه.
وخلاصة القول أن عدد ساعات النوم التي يحتاجها الإنسان تختلف من شخص إلى آخر، فالكثير يعتقدون بأنهم يحتاجون إلى ثمان ساعات نوم يومياً. وأنه كلما زادوا من ساعات النوم كلما كان ذلك صحياً أكثر، وهذا اعتقاد خاطئ. فعلى سبيل المثال إذا كنت تنام لمدة خمس ساعات فقط بالليل وتشعر بالنشاط في اليوم التالي فإنك لا تعاني من مشاكل ونقص النوم. مدة النوم التي نحتاجها تتغير حسب السن وحسب الجنس

### تغير مدة النوم حسب السن
منذ الولادة، تتغير مدة وهندسة النوم تدريجياً (راجع معلومات النوم عند الأطفال). ولكن ما إن يصل المرء إلى مرحلة البلوغ (ويقصد بها هنا حوالي العشرين عاماً من العمر) فإن عدد ساعات النوم التي يحتاجها الجسم تبقى مستقرة إلى حدود سن الستين، حينها تتغير طبيعة وجودة النوم كلما تقدم بنا العمر. فعند كبار السن يصبح النوم خفيفاً وأقل فعالية وأقل راحة. والسبب في ذلك يعود إلى أن نسبة كل مرحلة من مراحل النوم تتغير مع تقدم السن. فعندما يبلغ الرجل حوالي سن 50 سنة والسيدة حوالي 60 سنة، فإن نسبة النوم العميق (مرحلة 3-4) تكون قد وصلت عادة إلى نسبة بسيطة جداً من وقت النوم، وعند البعض قد تختفي تماماً. فتجد الأشخاص في هذا السن أسرع استيقاظاً نتيجة للضوضاء الخارجية مقارنة بصغار السن. فبالرغم من عدم التغيير الكبير في عدد ساعات النوم مع تقدم السن إلا أن طبيعة النوم تختلف، فيصبح النوم خفيفاً ومتقطعاً طوال الليل، وهذا أحد أسباب النعاس خلال النهار الذي يصيب الكثير من كبار السن.

### هل النوم قليلا يضر الصحة؟
: «القدر الأمثل من النوم هو حوالي 7 ساعات، ولكل ساعة أقل أو ساعة أكثر هناك عواقب صحية ضارة». وتشمل هذه «العواقب الصحية الضارة» العديد من الأمراض الشائعة ومنها: السكري وأمراض القلب والسمنة. كما أن الإفراط في النوم، إلى جانب النشاط البدني المنخفض، مرتبط أيضا بزيادة معدل الوفيات. حالياً لا توجد «بيانات تجريبية» حول العلاقة بين مدة النوم والوفيات. وتقول الدكتورة مونيكا هاك الخبيرة بأبحاث النوم في جامعة هارفارد إن: «إطالة مدة النوم المعتادة لها تأثير مفيد على انخفاض ضغط الدم والشعور بالألم وعلى نسبة الإنسولين».
ويحتاج كل شخص إلى قدر مختلف من النوم، وتقول الدكتورة فيفيان أباد الخبيرة من جامعة ستانفورد إنه «بالنسبة لمعظم البالغين، نوصي بالنوم لمدة 7-8 ساعات. والرسالة الرئيسية هي الحصول على قسط كاف من النوم لتلبية احتياجاتك».وأضافت أن: «قدرتك على البقاء يقظاً وأنت تعمل طوال اليوم خاصة بعد تناول الوجبات هو مؤشر جيد على كفاية ساعات النوم».

### هل النوم كثيرا يضر الصحة؟
في القرن الحادي عشر كتب ابن سينا في كتابه القانون في الطب الذي صدر في سنة 1020 م :
" النوم المفرط يحدث ضدّ ذلك فيحدث بلادة القوى النفسانية وثقل الدماغ والأمراض الباردة وذلك بما يمنع من التحلل، والسهر يزيد في الشهوة ويجوع بما يحلل من المادة وينقص من الهضم بما يحلّل من القوة والتحليل بين سهر ونوم، ردي‌ء الأحوال كلها. " 
وتشير بيانات الملاحظة التي ذُكِرَتْ سابقاً إلى أن النوم لمدة أكثر من 7 ساعات مرتبط بنتائج سلبية على الصحة. ويقول الدكتور جيمي تسايتسر الخبير بأبحاث النوم من جامعة ستانفورد: «إننا لا نعرف لماذا يكون لدى الذين ينامون لفترات طويلة نتائج سلبية». ويتفق العديد من الخبراء على أنه قد تكون هناك عوامل أخرى تربط أوقات النوم الطويلة بالنتائج السلبية، لكن ليس واضحاً ما هي هذه العوامل. ويقول الدكتور ويليام كيلجور وهو خبير أبحاث من جامعة أريزونا إن: «التفسير الأرجح للنوم الزائد هو أنه قد يرتبط بالحالة الصحية، والمرض قد يؤدي إلى النوم الزائد».
ولا داعي للقلق بشأن النوم كثيراً، ويقول الدكتور جيمس وير الخبير من كلية الطب في شرق فيرجينيا إن: «الشخص السليم ليس بحاجة للنوم الزائد، وبدلا من ذلك قد يستلقي في السرير أو يستيقظ».

## تغير النوم حسب الجنس
توجد فروقات بين المرأة والرجل في تخطيط كهربية الدماغ (EEG) ويتعلق الأمر بالتخطيط المنخفض التردد الذي يكون أكبر بشكل ملحوظ (40%) لدى الإناث مقارنة مع الذكور. كما أن نسبة الأشخاص الذين يقولون بأن نومهم مضطرب وضعيف الجودة مرتفعة بين النساء مقارنة مع الرجال، وذلك في مراحل عمرية مختلفة. نسبة عدم الرضا عن النوم هي أعلى بين النساء مقارنة مع الرجال، وعلى الرغم من أن الرجال يميلون إلى النوم أقل من النساء طوال حياتهم، إلا أن الاستيقاظ أثناء الليل أكثر شيوعًا بين النساء، مع وجود تفاوت أكبر بين مرحلة البلوغ المبكرة والمتوسطة، وهي مرحلة حياة مرتبطة بتربية الأطفال. يمكن أن نستخلص من هاذه الدراسات أن النساء لا يأخذن القدر الكافي من النوم. ويمكن لهذا الأمر أن يكون له تداعيات على صحتهن النفسية والجسدية، فالحرمان من النوم لمدة طويلة يزيد من خطر الإصابة بالاكتئاب بشكل أكبر عند الطالبات في سن 13-18 سنة، مقارنة مع الطلبة الذكور في نفس السن.

### الحرمان من النوم
مقال تفصيلي: حرمان من النوم

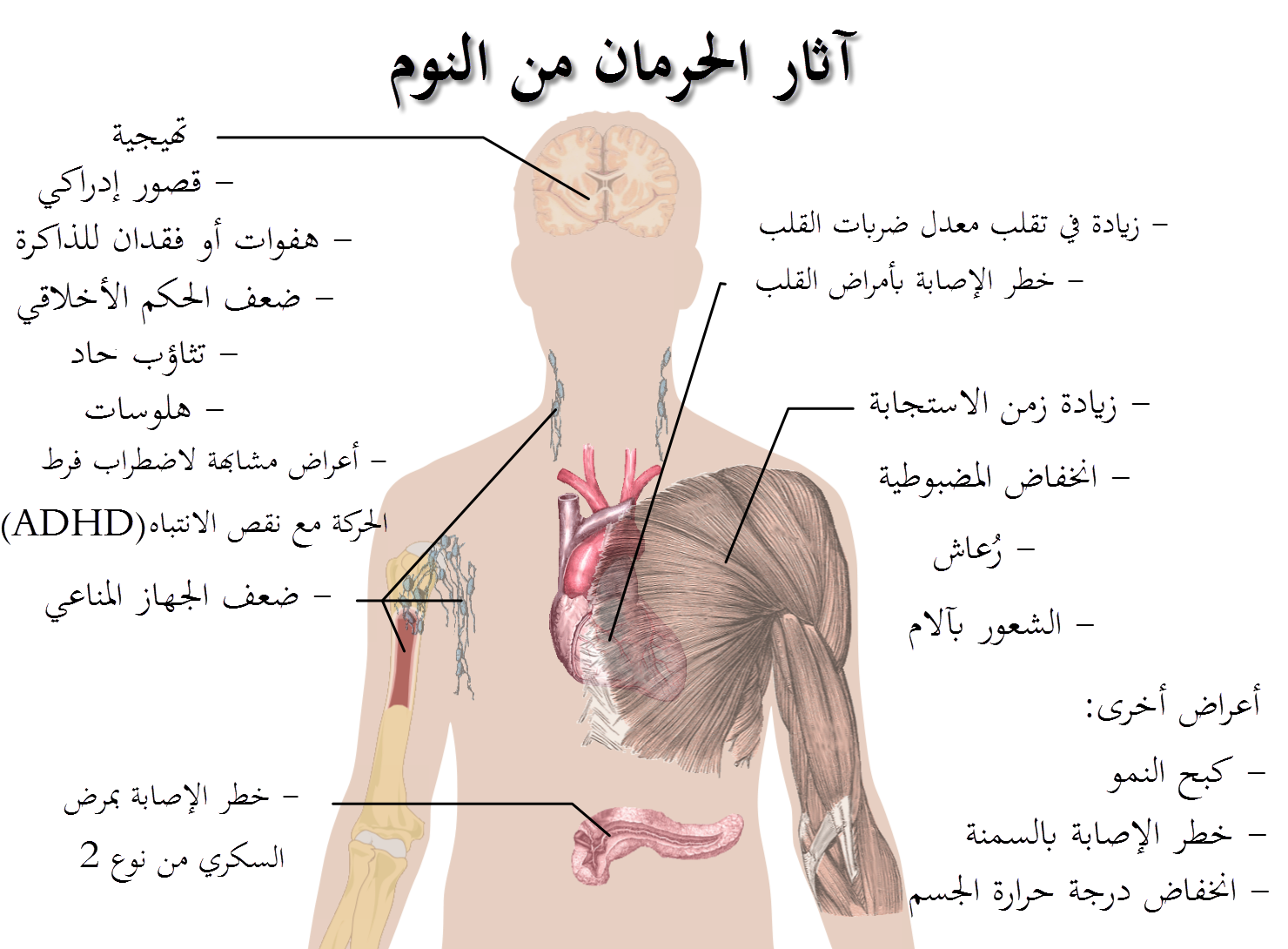
الآثار الصحية الرئيسية للحرمان من النوم، مما يدل على ضعف في صيانة المُداومة العادية عن طريق النوم.

تختلف الفترة الذي يحتاجها الفرد للنوم من شخص إلى آخر وقد استعملت فترة 8 ساعات كمعدل لفترة النوم الضرورية في اليوم الواحد وأدت بعض الأبحاث التي تمت إجراؤها في جامعة هارفارد أن قلة النوم قد تؤدي إلى زيادة نسبة بعض الأمراض مثل ارتفاع ضغط الدم والجلطة القلبية والسرطان وهناك نزعة في الأشخاص الذين يعملون في الليل وينامون في النهار بأن تقل عندهم المناعة لبعض الأمراض مثل سرطان الثدي بتأثير تغيير الساعة البيولوجية فمثلاً بزيادة هرمون (Wee-1) تتكاثر الخلايا ويؤدي للسرطان أو بتغيير الكتيتامين يؤدي إلى الاناستزيا أو التخدير.

## اضطرابات النوم
حسب الجمعية الأمريكية للطب النفسي، تتضمن اضطرابات النوم (أو اضطرابات النوم واليقظة) مشاكل تتعلق بنوعية النوم وتوقيته وكميته، وتؤدي إلى ضعف الأداء والتعب أثناء النهار. غالبًا ما تحدث اضطرابات النوم واليقظة جنبًا إلى جنب مع الحالات الطبية أو غيرها من حالات الصحة العقلية، مثل الاكتئاب أو القلق أو الاضطرابات المعرفية. هناك عدة أنواع مختلفة من اضطرابات النوم والاستيقاظ، وأكثرها شيوعًا هو الأرق. تشمل اضطرابات النوم والاستيقاظ الأخرى انقطاع التنفس الانسدادي أثناء النوم، والخدار، ومتلازمة تململ الساق.

### اضطراب الأرق
الأرق هو اضطراب النوم الأكثر شيوعا، ينطوي على مشاكل في النوم أو البقاء نائما. حوالي ثلث البالغين يبلغون عن بعض أعراض الأرق، و10-15% يعانون من مشاكل في الأداء أثناء النهار بسبب الأرق، يبلغ معدل انتشار اضطراب الأرق ما يقرب من 10% إلى 20%، مع ما يقرب من 50% لديهم مسار مزمن.

### انقطاع النفس الانسدادي النومي
يعاني الشخص المصاب بانقطاع النفس الانسدادي النومي من نوبات متكررة من انسداد مجرى الهواء أثناء النوم مما يؤدي إلى الشخير أو الشخير أو اللهاث أو توقف التنفس. هذا النوم المتقطع يسبب النعاس والتعب أثناء النهار. يتم تشخيص انقطاع التنفس أثناء النوم من خلال دراسة النوم السريرية. كنسبة الأشخاص الذين يعانون من هذا الاضطراب تقدر بنحو 2 إلى 15 بالمائة من البالغين في منتصف العمر وأكثر من 20 بالمائة من كبار السن. عوامل الخطر الرئيسية لانقطاع التنفس أثناء النوم هي السن، والسمنة والتاريخ العائلي لانقطاع التنفس أثناء النوم.
في انقطاع التنفس المركزي أثناء النوم، لا يتحكم الدماغ بشكل صحيح في التنفس أثناء النوم، مما يتسبب في بطئ التنفس وتوقفه

### اضطراب فرط النوم
الأشخاص الذين يعانون من هذا الاضطراب لديهم واحد على الأقل من الأعراض التالية:
1. فترات متكررة من النوم أو فترات من النوم خلال نفس اليوم (مثل القيلولة غير المقصودة أثناء حضور محاضرة أو مشاهدة التلفزيون)
2. النوم أكثر من تسع ساعات يومياً وعدم الشعور بالراحة
3. صعوبة في الاستيقاظ بشكل كامل بعد الاستيقاظ فجأة

يوجد نوعان من اضطراب فرط النوم :
1. فرط النوم الأولي : وهو ذاتي العلة أي مجهول السبب، ويسمى أيضا متلازمة كلاين ليفين.
2. فرط النوم الثانوي: يكون كنتيجة ثانوية لاختلالاتٍ أخرى مثل انقطاع النَفس الانسدادي النومي، الاضطِراب الاكتئابي، التهاب الدماغ، أو السُّمنة وأسباب أخرى متعددة

### اضطرابات اليقظة أثناء النوم البطئء
تحدث خلال نوم حركة العين غير السريعة وهي أكثر حدوثا عند الأطفال ومنها السير أثناء النوم والرعب أثناء النوم

### الكوابيسأثناء النوم
- وتصيب الكبار والصغار، وهناك فرق بين الرعب أثناء النوم والكوابيس

### اضطرابات السلوك أثناء نوم الحركات السريعة للعين
- تكون تصرفات الشخص بمثابة ردود فعل على أحداث في الحلم، مثل التعرض لهجوم أو محاولة الهروب من موقف تهديد.
- الخدار

### اضطرابات إيقاع النوم واليقظة اليومية[54]
والمسماة أيضا اضطرابات إيقاع الساعة البيولوجية، أو اضطرابات دورة النوم والاستيقاظ، هي مشاكل تحدث عندما تكون الساعة الداخلية للجسم، والتي تخبرنا عندما يحين وقت النوم أو الاستيقاظ، غير متزامنة مع البيئة الخارجية. هناك عدة أنواع من اضطرابات النوم المتعلقة بإيقاع الساعة البيولوجية :
- اضطراب مرحلة النوم المتأخر (DSPD): إذا كان وقت نوم الشخص ووقت استيقاظه متأخرين بأكثر من ساعتين عن الأوقات العادية.
- اضطراب مرحلة النوم المتقدم (ASPD): ينام الأشخاص المصابون باضطراب مرحلة النوم المتقدم (ASPD) ويستيقظون قبل عدة ساعات من معظمهم.
- اضطراب الرحلات الجوية الطويلة (Jet lag)
- اضطراب العمل بنظام الورديات
- اضطراب إيقاع النوم والاستيقاظ غير المنتظم (ISWRD)

## نصائح لنوم سليم
النوم عملية طبيعية نقوم بها كل ليلة. وحيث أن البشر ليسوا سواءً؛ فإن بعض الناس يخلد إلى النوم وقتما وأينما يشاء، في حين أن البعض الآخر يجد صعوبة في النوم، وعندما ينام فهو لا ينعم بالراحة ولا يستعيد نشاطه. وهناك أسلوب حياة معين وعادات غذائية معينة، إضافة إلى السلوك الفردي تساعد على النوم السليم، حيث أن هذه العوامل بإمكانها التأثير إيجاباً على النوم السليم كماً ونوعاً. وحديثنا هنا سيقتصر على النواحي السلوكية في العلاج، ولن نتطرق للاضطرابات العضوية.
هناك اعتقادات خاطئة حول النوم يجب توضيحها. يحتاج الشخص العادي من 4-9 ساعات للنوم كل 24 ساعة للشعور بالنشاط في اليوم التالي. وعلى كل الأحوال فإن عدد ساعات النوم التي يحتاجها الإنسان تختلف من شخص إلى آخر، فالكثيرون يعتقدون بأنهم يحتاجون إلى ثمان ساعات نوم يومياً، وأنه كلما زادوا من عدد ساعات النوم كلما كان ذلك صحياً أكثر، وهذا اعتقاد خاطئ. فعلى سبيل المثال إذا كنت تنام لمدة خمس ساعات فقط بالليل وتشعر بالنشاط في اليوم التالي فإنك لا تعاني من مشاكل في النوم. البعض الآخر يعزي قصور أداءه وفشله في بعض الأمور الحياتية إلى النقص في النوم، مما يؤدي إلى الإفراط في التركيز على النوم، وهذا التركيز يمنع صاحبه من الحصول على نوم مريح بالليل ويدخله في دائرة مغلقة. لذلك يجب التمييز بين قصور الأداء الناتج عن نقص النوم وقصور الأداء الناتج عن أمور أخرى، كزيادة الضغوط في العمل وعدم القدرة على التعامل مع زيادة التوتر وغيرها.

### جو غرفة النوم
مقال تفصيلي: غرفة النوم
يؤثر جو غرفة النوم على النوم بدرجة كبيرة، فدرجة الحرارة المرتفعة أو المنخفضة جداً تؤثر سلباً على نوعية النوم، لذلك يجب تعديل درجة حرارة الغرفة لتكون مناسبة.
ينتج عن الضوضاء العالية المتقطعة نومٌ خفيف متقطع لا يساعد الجسم على استعادة نشاطه ولا يمنحه الفرصة للحصول على مراحل النوم العميق. يمكن التخلص من هذه الضوضاء بما يسمى الضوضاء البيضاء وهي أن يكون في الخلفية صوت ثابت الشدة ومتواصل كصوت مروحة أو جهاز التكييف.
كما أن الضوء القوي في غرفة النوم من العوامل التي تؤثر على النوم. لذلك يفضل أن يكون ضوء غرفة النوم خافتاً. تجنب النظر المتكرر إلى ساعة المنبه، لأن ذلك قد يزيد التوتر ومن ثم الأرق، وتجنب استخدام الساعات التي تضيء بالليل.

### الطعام والشراب
يستحب تجنب تناول الوجبات الغذائية الثقيلة قبل موعد النوم بحوالي 3-4 ساعات، حيث أنه من الثابت أن تناول الوجبات الثقيلة قبل النوم يؤثر سلباً على جودة النوم.
- يمكن لوجبة خفيفة قبل موعد النوم أن تشجع النوم.
- تناول المشروبات الكحولية. فتناول الكحول قد يؤدي إلى النوم مبدئياً؛ ولكنه من المثبت علمياً أنه ما إن يبدأ الجسم في التفاعل مع المادة الكحولية فإن ذلك يؤدي إلى التقطع في النوم والأرق الشديد، كما أن المواد الكحولية تزيد من فرص الاختناق (الانقطاع في التنفس) أثناء النوم.
- جميع أنواع المشروبات التي تحتوي على كافيين تؤثر سلباً على النوم، خاصة إذا تم تناولها في فترة المساء أو قبل موعد النوم. وقد أثبتت الدراسات أن الكافيين يسبب الأرق حتى عند أولئك الذين يدّعون أنه لا يؤثر على نومهم.
- كما أن النيكوتين هو أحد أنواع المنبهات، فتدخين السيجارة يؤدي إلى اضطراب النوم وتقطع النوم.

## اليوم العالمي للنوم
ويكون في شهر مارس من كل سنة (يوم الجمعة الذي يسبق الاعتدال الربيعي من كل عام) ويهدف إلى رفع مستوى الوعي بصحة النوم في جميع أنحاء العالم والدعوة للترافع بشأن القضايا الهامة المتعلقة بالنوم، بما في ذلك الطب والتعليم والجوانب الاجتماعية والقيادة.
يتم اقتراح شعار لهذا اليوم في كل سنة، وهذه بعض الشعارات
15 مارس 2023: النوم ضروري للصحة
15 مارس 2021. نوم منتظم، مستقبل صحي

## ما قاله الشعراء
محمود درويش في حضرة الغياب
النوم بهجة النسيان العليا. وإذا حلمت، فلأنَّ الذاكرة تذكرتْ ما نسيتْ من الغامض. تنام، وتعلم أنك تنام فيفرحك النوم وتمدح الكسل، صديق النوم والمواهب. ولا يهمُّك أن يطيل النومُ عمرك، بل يهمك أن يطيل العمرُ نومَك. النوم ضيافة الأبيض على الحواس، وارتيادُ الأزرق أَرضَ المُطْلَقِ بلا مرشدين وكهنة وصوفيين. والنائمون سواسية على الرغم من اختلاف السُرُر والسرائر. لكن اليقظة هي التي تفرِّق بين النائمين، وتجرهم إلى حروبِ ما قبل النوم وبعدَه. لو نام العالَمُ أكثرَ لصارتِ الفوارقُ أقلَّ.
الشاعر أبو نواس في قصيدة إذا التقى في النوم طيفانا :
إِذا التَقى في النَومِ طَيفانا عادَ لَنا الوَصلُ كَما كانا
يا قُرَّةَ العَينَينِ ما بالُنا نَشقى وَيَلتَذُّ خَيالانا
لَو شِئتَ إِذ أَحسَنتِ لي في الكَرى أَتمَمتِ إِحسانَكِ يَقظانا
يا عاشِقَينِ اصطَلَحا في الكَرى وَأَصبَحا غَضبى وَغَضبانا

كَذَلِكَ الأَحلامُ غَدّارَةٌ وَرُبَّما تَصدُقُ أَحيانا

## في الفن
كتب الطبيب وباحث النوم مئير كريجر: الفنانون لديهم انبهار شديد بالأساطير، والأحلام، والموضوعات الدينية، والتوازي بين النوم والموت، والأجر، والتخلي عن السيطرة الواعية، والشفاء"

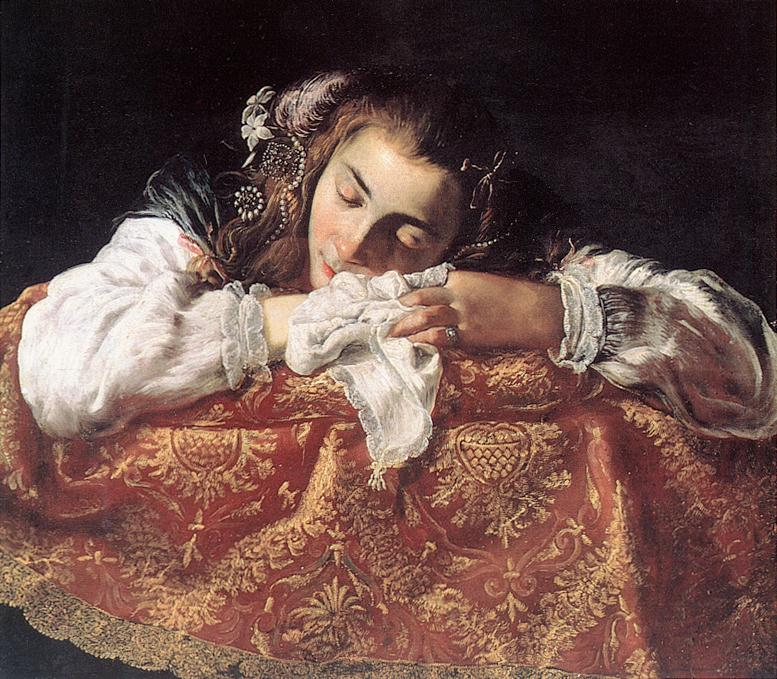
فتاة نائمة · دومينيكو فيتي (1589 - 1623)
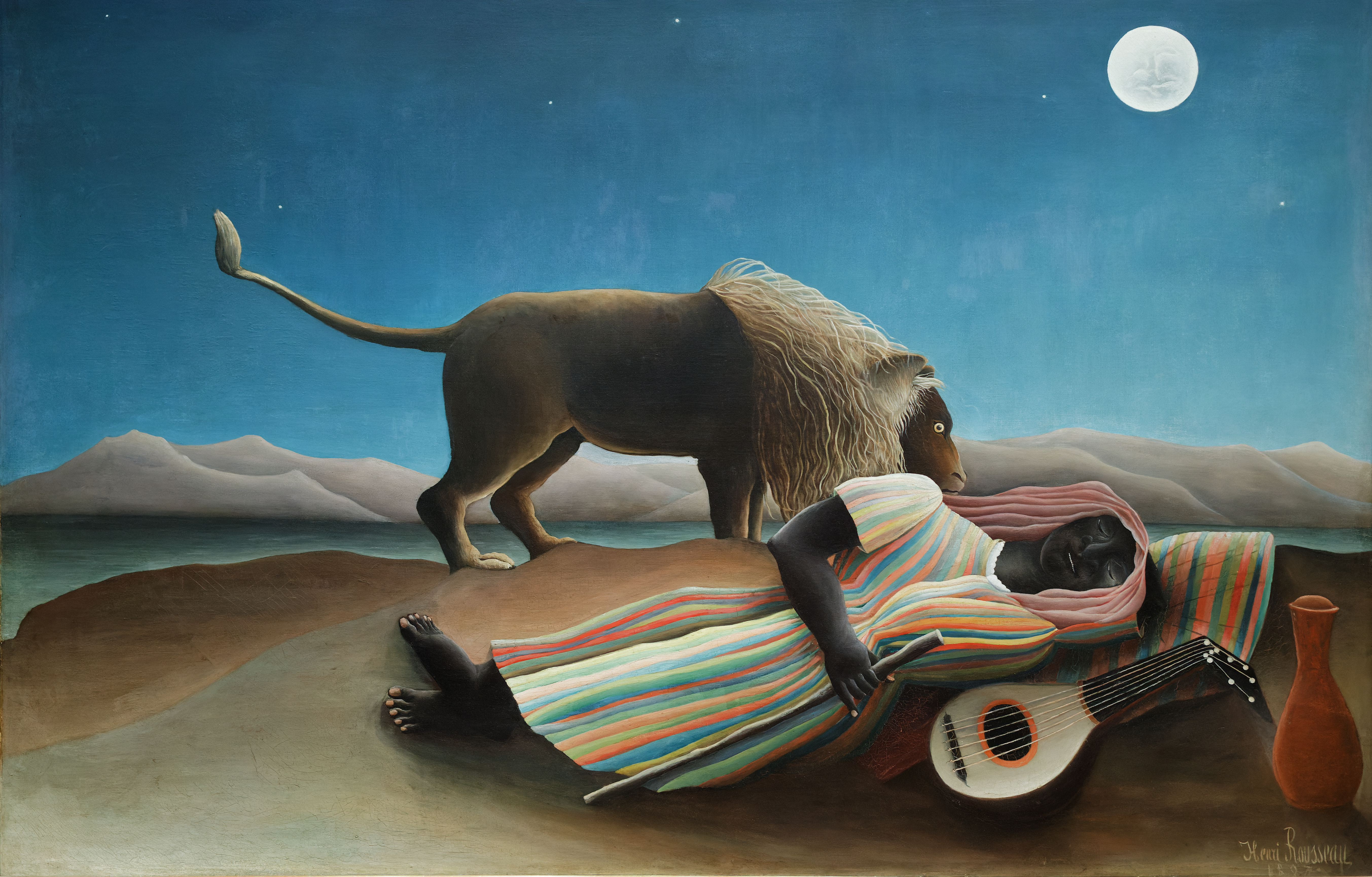
البوهيمية النائمة لوحة زيتية للرسام هنري روسو 1897
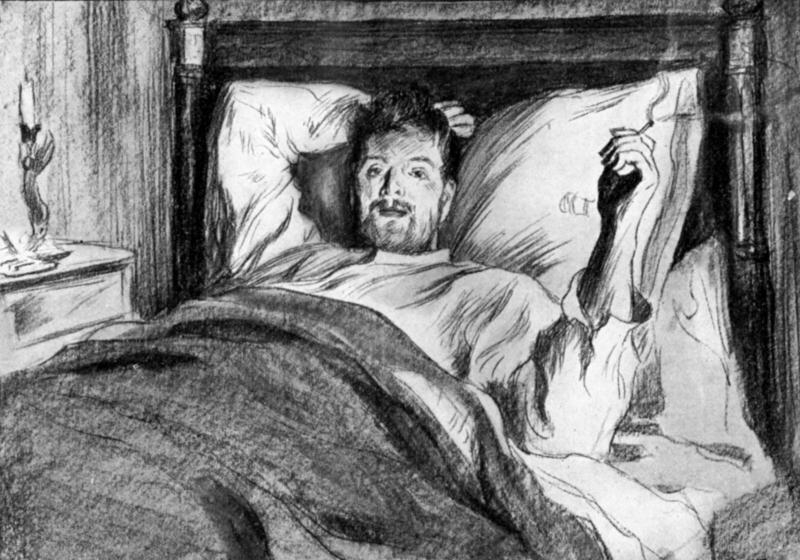
"الاستيقاظ" رسم للكاتب الروسي ليو تولستوي 1900
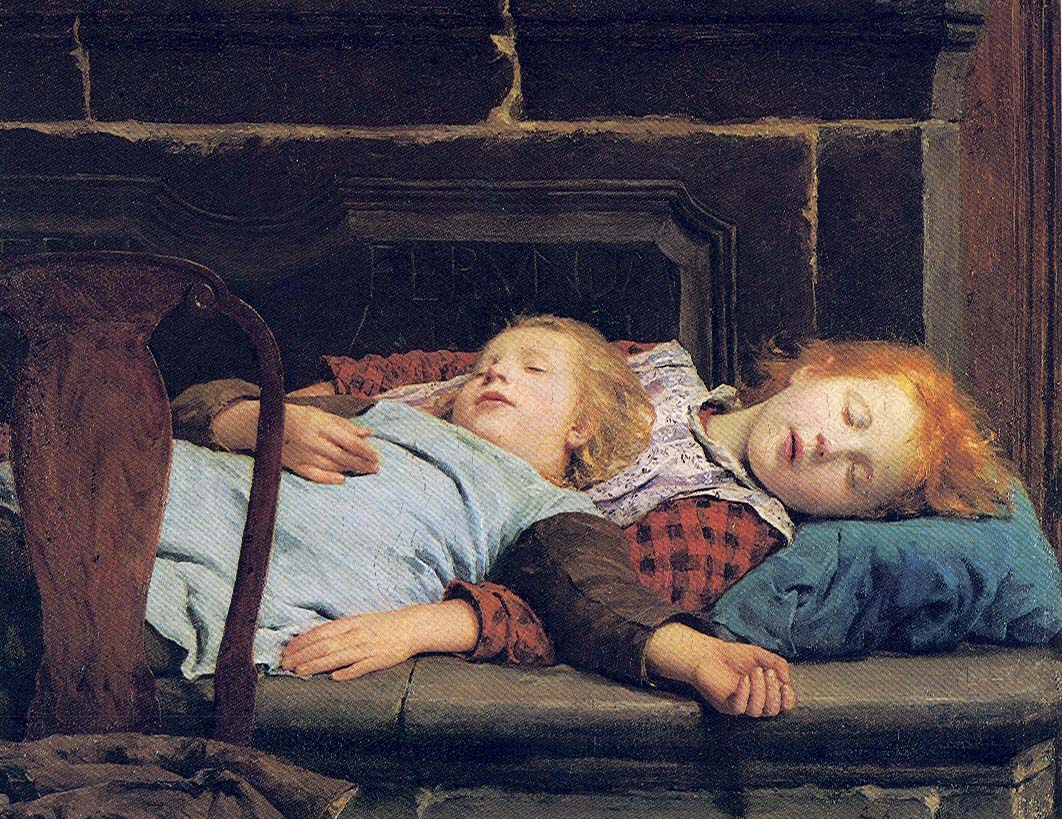
فتاتان نائمتان على مقعد الموقد للفنان ألبرت أنكر (1895)
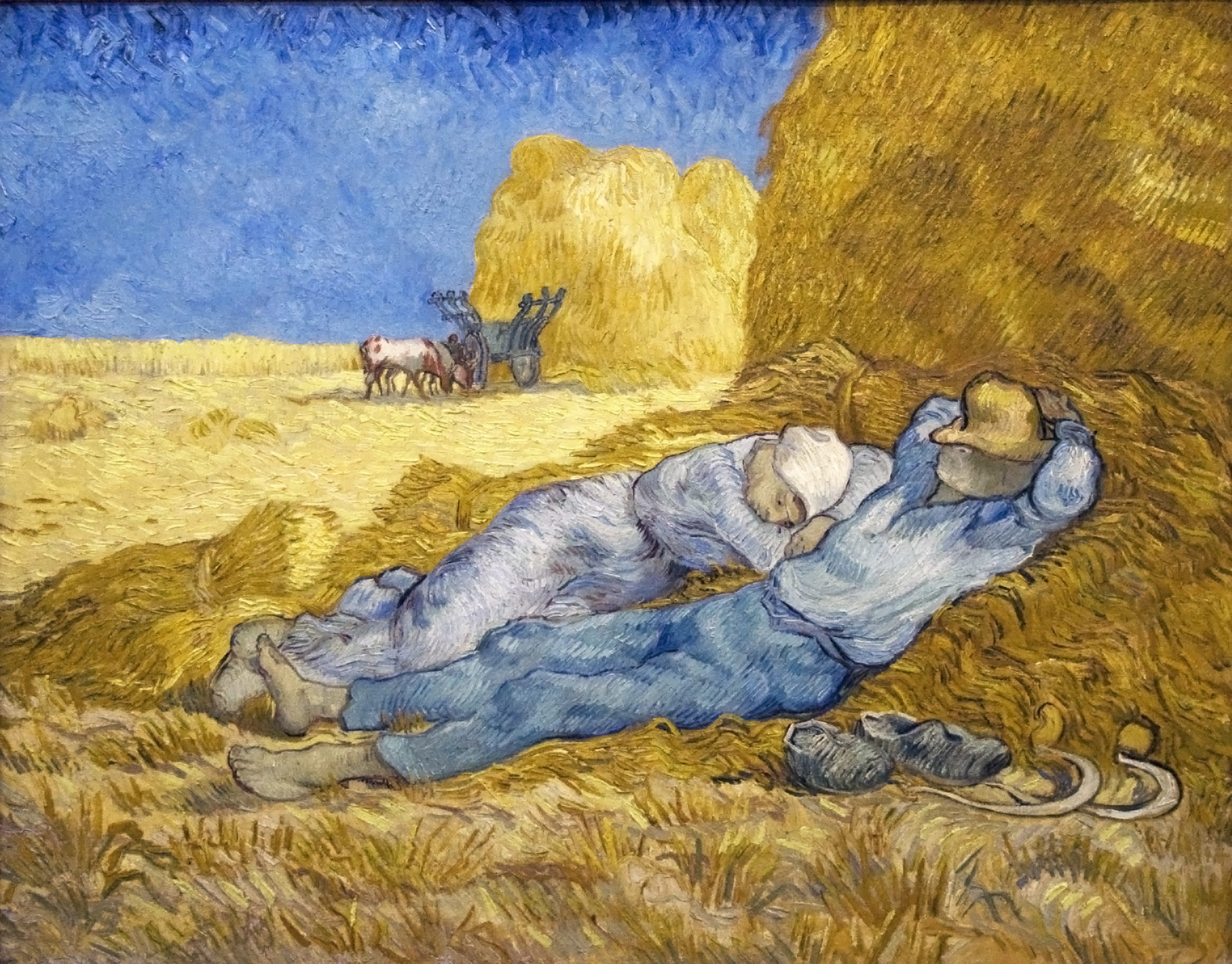
الظهر – الراحة من العمل (1890) للفنان فنسنت فان جوخ
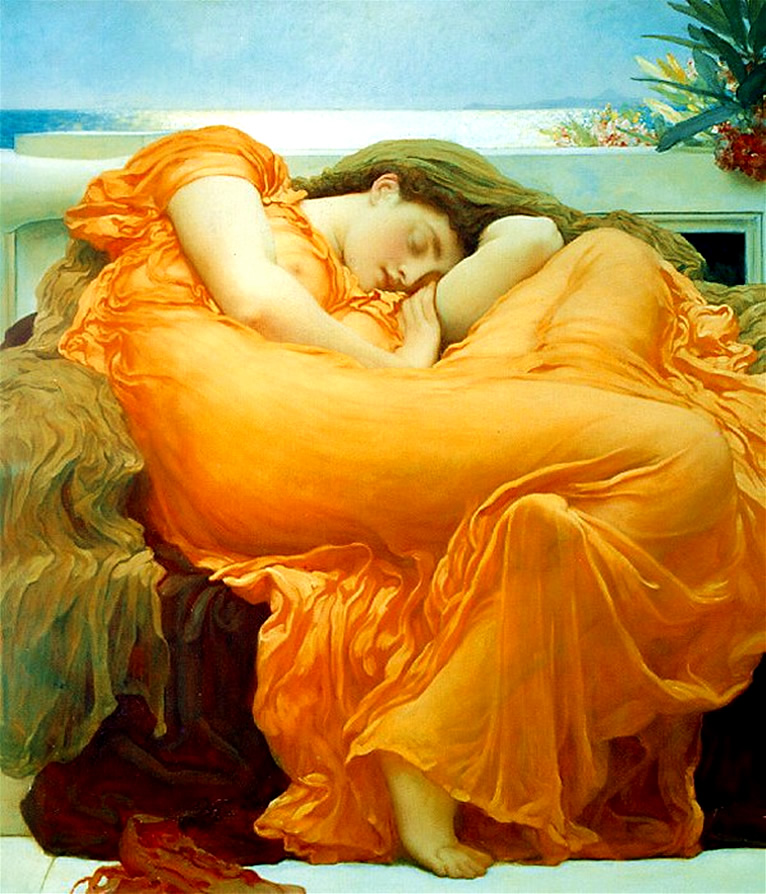
يونيو المشتعل ( 1895) للفنان فريدريك لايتون
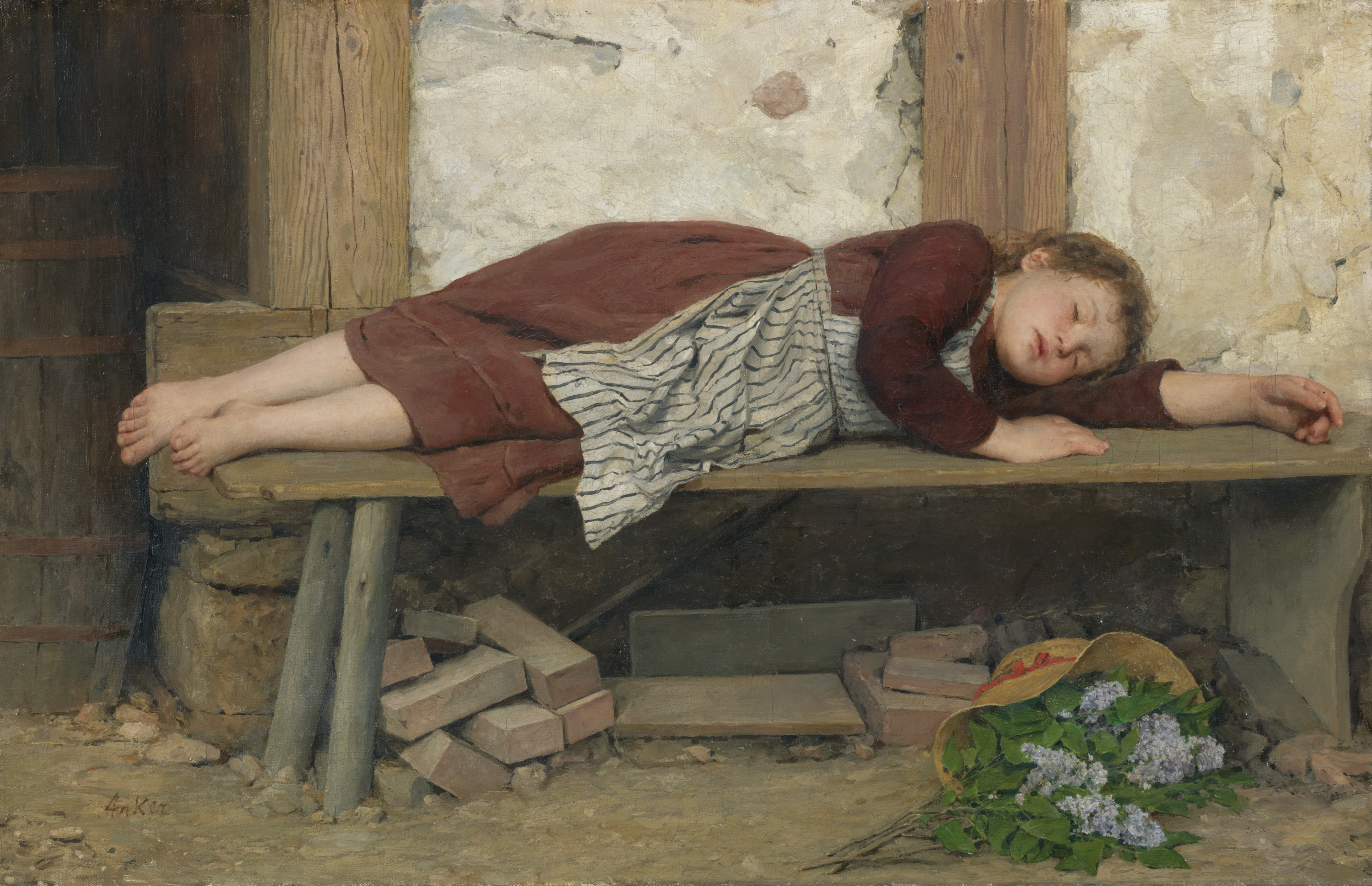
فتاة نائمة على مقعد خشبي للفنان ألبرت أنكر (1831–1910)
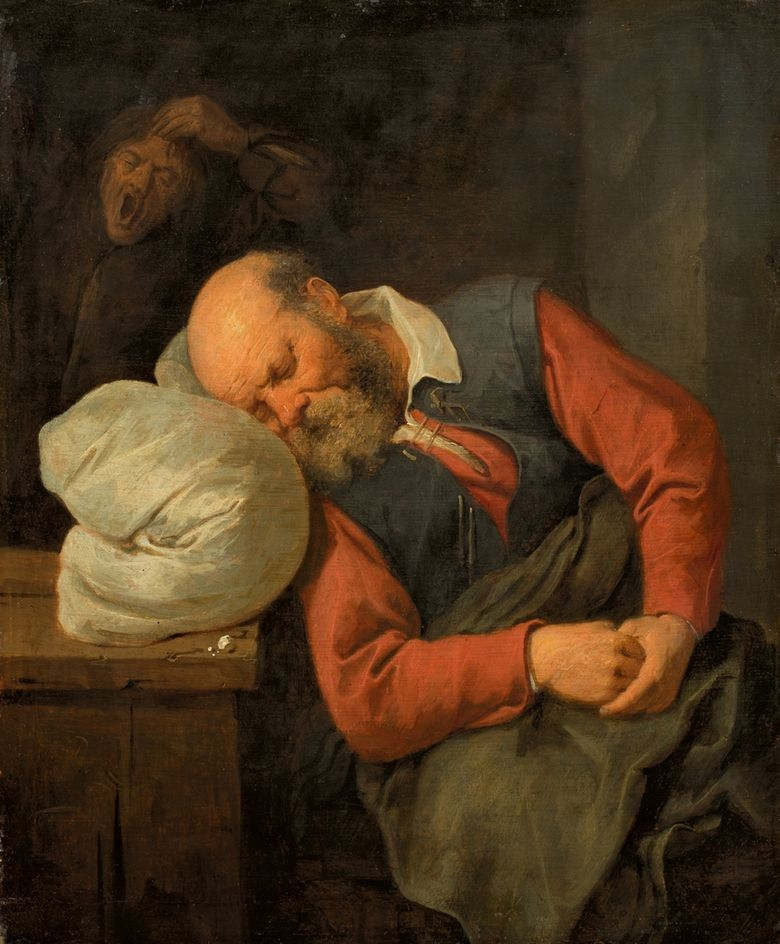
شيخ نائم، ديفيد ريكارت (الثالث)
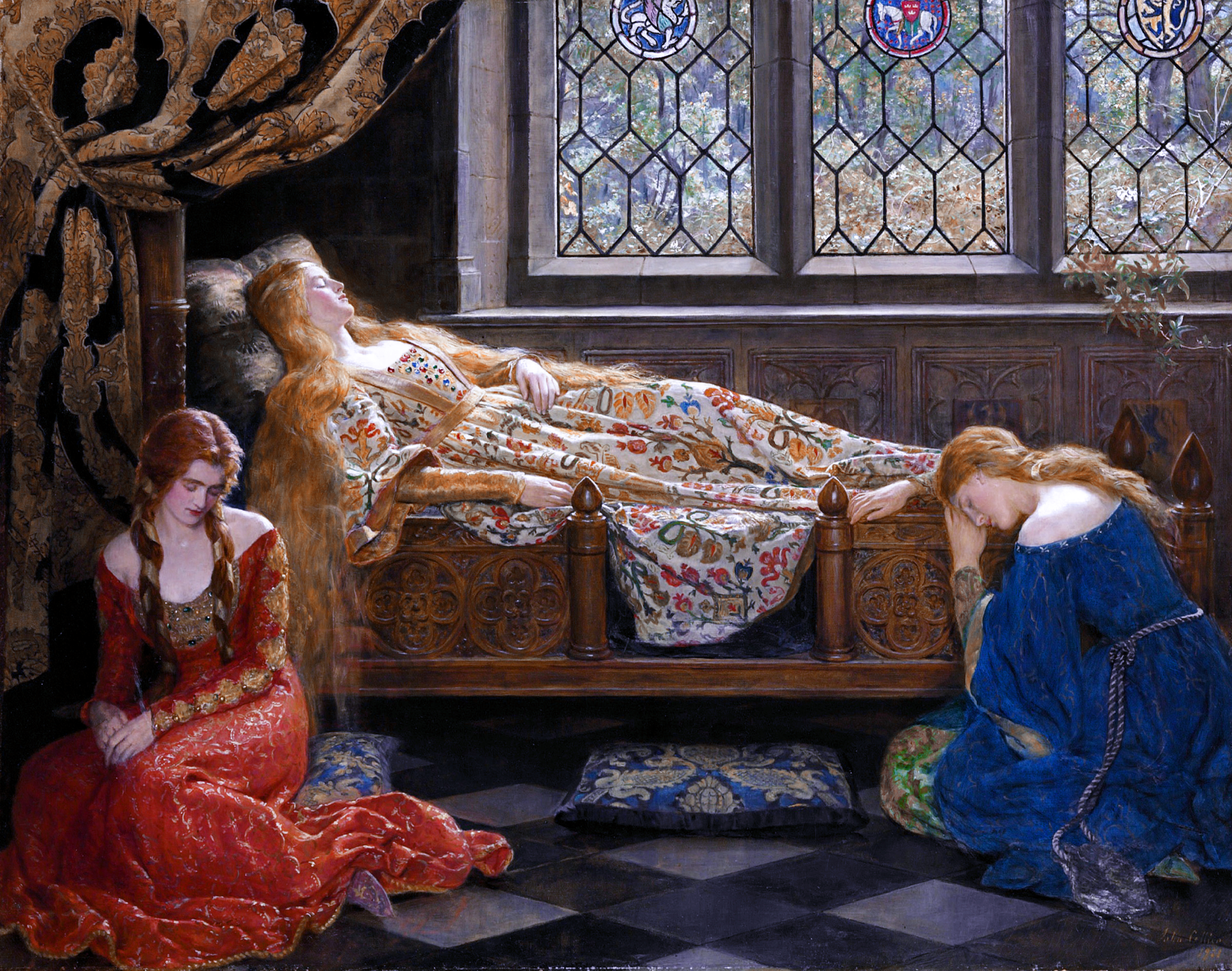
الجمال النائم للفنان جون كوليي 1909
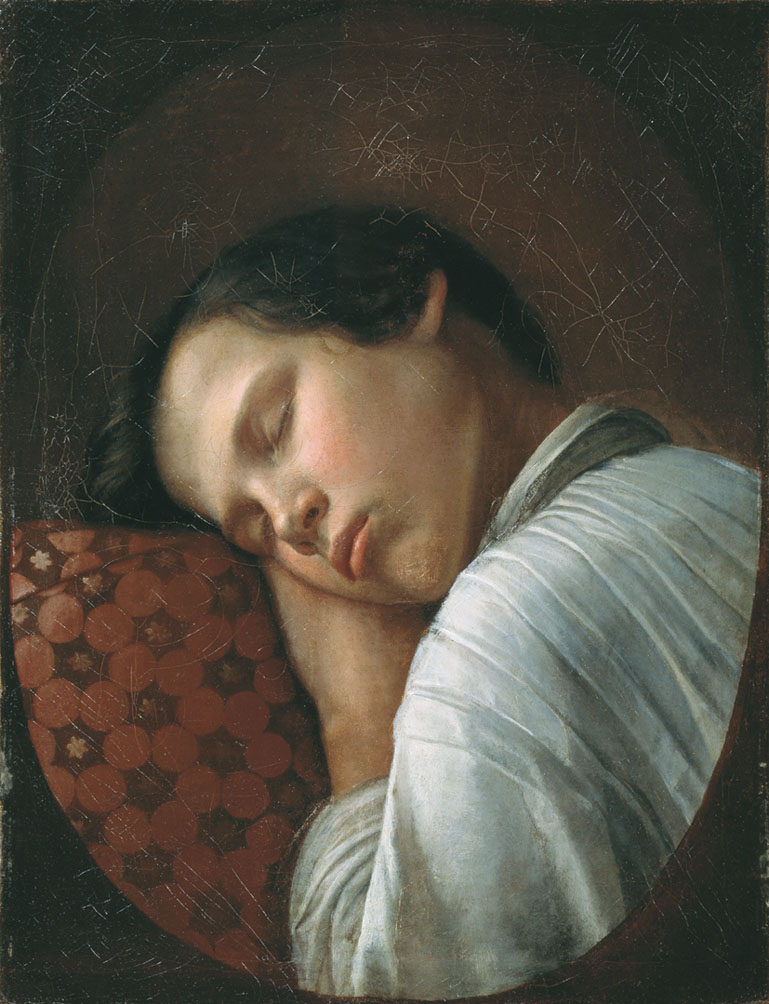
الصبي النائم، نيكيفور كريلوف 1824
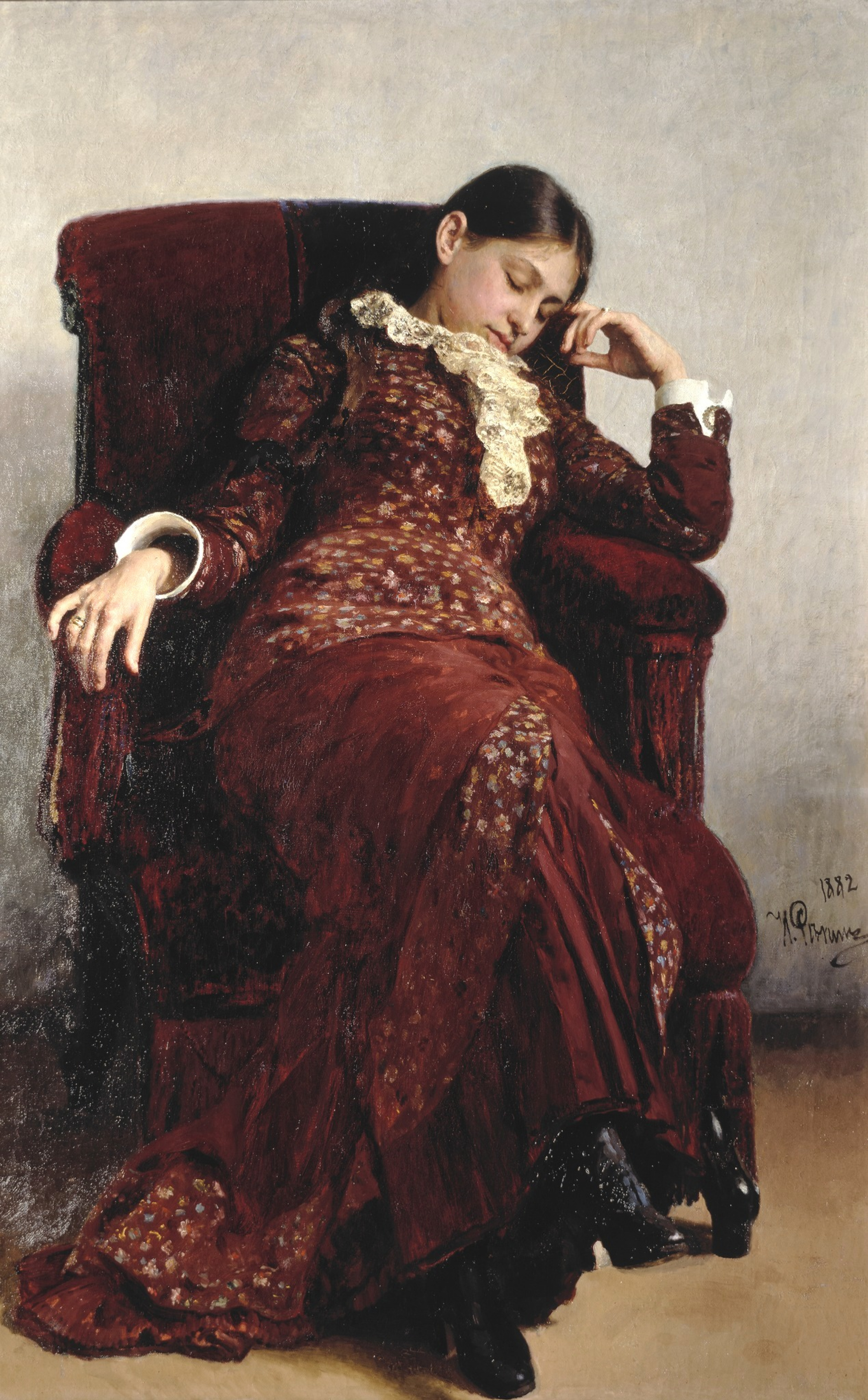
أخذ استراحة لإيليا ريبين (1882)

## وصلات خارجية
- لماذا ننام؟ مجلة العلوم الأمريكية - النسخة العربية.
- إعادة التفكير في النوم، ديفيد راندال، نيويورك تايمز، سبتمبر 2012 (بالإنجليزية)
- البي بي سي: الشخير يسبب ارتفاع ضغط الدم